# Callosciurus quinquestriatus
Callosciurus quinquestriatus е вид гризач от семейство Катерицови (Sciuridae). Видът е почти застрашен от изчезване.

## Разпространение и местообитание
Разпространен е в Китай и Мианмар.
Обитава гористи местности, планини и възвишения.

## Описание
Популацията на вида е намаляваща.